# Жарковић
Жарковић је српско презиме распрострањено по средњој Србији.

## Порекло
Сматра се да Жарковићи потичу из Црне Горе, иако данас у великом броју настањују и пределе југозападне и централне Србије, Херцеговине, Војводине, као и Далмације. У Западној Славонији постојала су насеља са великим бројем Жарковића, око Дарувара и Вировитице.

## Братство Жарковића
Већ неколико година одржава се братство Жарковића на коме се скупљају Жарковићи из целога света. Протеклих година скупови су одржани у Новом Саду, Требињу, Гацком и Прибојској Бањи.
Пошто их има по целом свету, нису сви Жарковићи у сродству једни са другима.

## Остали подаци
Постоје разне полемике око тога која је изворна слава коју Жарковићи славе, јер се празнују Свети Никола, Свети Јован, Свети Јеремија, а чак и Свети Георгије и Свети Стеван.